# 경상북도지사 선거
경상북도지사 선거는 경상북도의 도지사를 선출하는 선거이다.

## 역대 민선 경상북도지사
| 선거   | 정당 | 정당       | 도지사 |
| ------ | ---- | ---------- | ------ |
| 1960년 |      | 민주당     | 이호근 |
| 1995년 |      | 민주자유당 | 이의근 |
| 1998년 |      | 한나라당   | 이의근 |
| 2002년 |      | 한나라당   | 이의근 |
| 2006년 |      | 한나라당   | 김관용 |
| 2010년 |      | 한나라당   | 김관용 |
| 2014년 |      | 새누리당   | 김관용 |
| 2018년 |      | 자유한국당 | 이철우 |
| 2022년 |      | 국민의힘   | 이철우 |

## 역대 선거 결과

### 1960년 대한민국 지방선거
1960년에 실시된 1960년 대한민국 지방선거에서 이호근 후보가 경상북도지사로 당선되었다. 하지만 5.16 군사 정변 이후 경상북도지사는 다시 관선으로 선출하도록 바뀌었다.

### 제1회 전국동시지방선거
|  | 37.94% |

|  | 34.33% |

|  | 27.71% |

### 제2회 전국동시지방선거
|  | 71.96% |

|  | 28.03% |

### 제3회 전국동시지방선거
|  | 85.49% |

|  | 14.50% |

### 제4회 전국동시지방선거
|  | 76.80% |

|  | 23.19% |

### 제5회 전국동시지방선거
|  | 75.36% |

|  | 11.82% |

|  | 7.20% |

|  | 5.60% |

### 제6회 전국동시지방선거
|  | 77.73% |

|  | 14.93% |

|  | 4.69% |

|  | 2.63% |

### 제7회 전국동시지방선거
|  | 52.11% |

|  | 34.32% |

|  | 10.19% |

|  | 3.36% |

### 제8회 전국동시지방선거
|  | 77.95% |

|  | 22.04% |